# Jaroslav Beránek
Jaroslav Beránek (21 luglio 1950 – 2 settembre 2008) è stato un cestista cecoslovacco.

## Carriera
Con la Cecoslovacchia ha disputato una edizione dei Mondiali (1974) e una dei Campionati europei (1975).

## Palmarès
- Campionato cecoslovacco: 3

Spartak ZJŠ Brno: 1975-76, 1976-77, 1977-78